# 茨城弁
茨城弁（いばらきべん）は、茨城県で話される日本語の方言である。茨城県は常陸国と下総国北部（千葉県より移管）で構成されており、古くより統一的な方言として扱われていたわけでなく、現在の茨城県が構成されて以降の分類である。方言学では茨城方言とも称される。

## 概要
茨城弁は、栃木弁とともに東関東方言に分類される。一方で東北方言や東京方言（江戸言葉）との共通も多い。東北地方南部の福島県や、同じく北関東の隣県である栃木県の方言に通じる共通点を持っている。
二つの主な特徴として、ひとつは「か行・た行」が濁音化するというもので、語中や語尾に「か行・た行」がくると、標準語では清音で発音されるべきところを濁音で発音される。もうひとつは「イとエの区別が無い」というものがあり、エがイの発声に近いイとエの中間音で発音され（もしくは、イとエの発音が逆転する）、特定の語に適用されることなくイとエを含む言葉すべてに適用される。代表的な茨城弁として、「なんだっぺ」（なんだろう）や「〜すっぺ」（〜しよう）、「行ぐべ」（行こう）などがある。この「っぺ」や「べ」という発音は、文語の助動詞である「べし」の名残といわれており、原型は「べ」だったものが次第に「っぺ」に訛化したものと言われている。この特徴的な発音は、尻上がりのイントネーションとも相まって耳に残りやすく、一般に知名度の高い方言のひとつにあげられている。
茨城弁の代表的な語に、「ごじゃっぺ」（「でたらめ」など否定的な意味合い）、「でれすけ」（「だらしない、しまりがない男」の意）、「いじやける」（じれったくてイライラする気持ちを表す語）などがあり、独特の語感を持つ語や、我慢の感情を表す他の地域や県には見られない希少な言葉があり、県民に愛される方言である一方で、茨城の県民性をよく表す方言ともいわれる。
他県民が聞く茨城弁は、茨城県生まれの茨城弁話者にとってはごく普通の普段使いの会話であっても驚かれることがあり、速口で尻上がり調のうえ「だっぺ」などのように耳につく独特の言葉遣いが、まるで「怒っている」ように聞こえると指摘されることもある。

### 方言区画における位置づけ
茨城県の方言は、大きく見て東北方言に含むとする説と、関東方言に含むとする説がある。前者は都竹通年雄や金田一春彦などであり、後者は東條操や平山輝男などである。
- 都竹通年雄の「季刊国語3の1」1949年（昭和24年）によれば、本土方言の本州東部方言の南奥羽方言に分類され、岩手県南部・宮城県・山形県東部・福島県・栃木県と同じ区分に含まれる。
- 東條操の「日本方言学」1953年（昭和28年）によれば、茨城県の方言は栃木県大部分とともに、関東方言の東関東方言に含まれる。
- 金田一春彦の（第1次）「世界言語解説（下）」1955年（昭和30年）では、東日本方言の北部方言の南奥方言に分類され、ここでの南奥方言の該当地域は、都竹通年雄とほぼ同じである。
- 大橋勝男の「関東地方域方言分派論」1981年（昭和56年）によれば、栃木県大部分とともに、関東地方域方言の「関東東北部」分派に区分される[3]。

### 県内の区画
- 『綜合郷土研究 下巻』（発行茨城県、1939年（昭和14年）、289頁）では、茨城方言を三区分に分けた田口美雄の説を以下のように説明している[4]。

1. 北部地域：多賀郡・久慈郡・那珂郡を中心とし、これに東茨城郡・鹿島郡の一部を併せた地域。
2. 西南部区域：猿島郡を中心とする下総国の大部分、すなわち結城郡と北相馬郡の西部を主とし、これに真壁郡の西部を併せた地域。
3. 南部区域：新治郡・稲敷郡を中心とし、行方郡・筑波郡・西茨城郡・真壁郡の諸郡一円の地域。

- 『茨城の民俗』（昭和42年：読売新聞社）では、県内の方言を以下の六つに分けている。

1. 県北方言地区
2. 浜言葉地区
3. 県中央地区
4. 霞ヶ浦・北浦周辺地区
5. 県南西方言
6. 利根川流域（下総方言）

## 発音（音韻）
関東地方の中でも栃木県とよく似通い、かつ標準語とは大きく異なる。特に、イとエは混同されて中間音で発音され、ヒとへの区別も曖昧なことが多い。カ行・タ行は語中語尾で濁音化してガ行・ダ行になり、濁音が耳につくほど顕著である。県内の農村部よりは、東南部の神栖市周辺や水戸などの都市部ほど、音韻上は標準語により近く訛りは少ないとされる。茨城の方言は無アクセントで「飴」と「雨」などの区別をしない。イントネーションも平板調で、文末が少し持ち上がる尻上がりの調子がよく聞かれる。ただし、県西の一部に濁音化が無い地域、県南東の一部にアクセントがある地域がある。

### か行・た行の濁音化
か行音（カキクケコ）、た行音（タチツテト）が、語中または語尾にくる場合、言い換えれば第2音節以降にくる場合は、本来であれば清音であるはずものを有声化して濁音にて発音される。例として、「鶏冠（トサカ）」の場合は、語尾の「カ」が濁音化して「トサガ」と発音されるが、語頭の「ト」が語中語尾の条件に当らないので言葉が濁らず「ト」のままである。同様に、「私（アタシ）」→「アダシ」、「出来る（デキル）」→「デギル」、「柿（カキ）」→「カギ」となる。助詞、助動詞のか行・た行も例に漏れず、「無いから（ナイカラ）」→「ネーガラ」、「ずれたのではないか」→「ズレダンダネーガ」のようになる。
このように茨城弁では規則的に表れる濁音化の条件も、次の条件の場合は濁音化は起こらない。
- 促音の次に「か・た行」がくる場合 : 三日→「ミッカ」、素っ気なく→「ソッケナグ」、決定→「ケッテー」など
- 「ん」の次に「か・た行」がくる場合 : 金庫→「キンコ」、番茶→「バンチャ」など
- 擬声語や擬態語 : 「パカパカ」「バタバタ」など

濁音化の例外として、「鞄（カバン）」は「ガバン」と発音するなど、一部の語では語頭に濁音が現れる場合もある。また、書き言葉には影響せず、茨城弁常用者でも話し言葉の上では濁音化していても、文字で書き表すときは標準語どおり清音で書くことは出来る。

### イとエの区別
特に茨城弁の大きな特徴として挙げられるのは、イとエの区別が確かでないことである。標準語ではイと発音すべき場合も、エと発音すべき場合も、どちらもイとエの中間音で発音される。例として、「茨城」は本来「イバラキ」と発音されるが、最初の「イ」がイよりエの発音に近くなり、エとまではいかない音となる。このため、イとエを区別している人には「エバラキ」と言っているように聞こえる。同様に「職員」は、正確なイの音にならずエに寄った音になるので、「ショクエン（食塩）」のような言い方になる。
反対にエの場合も同様で、「鉛筆」は本来「エンピツ」と発音されるが、最初の「エ」が「イ」に寄った音になるので「インピツ」のようになる。「駅」は「イキ」、「息」は「エキ」と言ったように聞こえるが、実際には反対に言っているわけではなく、どちらもイエの中間音で発声される。
このイエ混同の訛りは、特定の語にあらわれるのではなく、イエの音を独立母音として含んでいる場合に全ての語で適用され、「書きことば」にまで累を及ぼし、「考える」→「考いる」、「願います」→「願えます」のような書き誤りも往々にしてある。イエ混同については茨城県下全体のほかに、栃木県や東北地方南部にかけてみられるが、茨城でも若年世代に従ってだんだん少なくなる傾向にある。
加藤正信の『方言の音声とアクセント』では「イとエを区別せずにエに統合」した地域として茨城を含め、青森東部・岩手・宮城・山形の北西部を除いた地域・福島・千葉北部・栃木の南西部を除いた地域・埼玉の北東部の一部地域が示されている。一方、茨城方言のバイブルとも言える『茨城方言民俗語辞典』では「え」項を放棄して編纂している。

### ジズビブの無声化
か行・た行の濁音化とは反対に、ジズビブの音が語中にあって、か・た行音の前にある場合には、本来濁音であるはずであるものを清音や半濁音で発音してしまうことがある。
例えば、「三時間（サンジカン）」では、か行音の「カ」の前に「ジ」があるので言葉が濁らず、「サンチカン」という具合である。他にも、「短い（ミジカイ）」→「ミチカイ」、「恥ずかしい（ハズカシイ）」→「ハツカシイ」などの清音化、「座布団（ザブトン）」→「ザプトン」の半濁音化が挙げられる。
上記とは別にジズビブ以外で無声化する特定の語に限っていえば、限定の意味を表す助詞「〜だけ」を「〜タケ」と発音することが著しく、これは茨城県下一般にみられる。
- （例）「この前より、雑草がこれだけ伸びたよ」→「コナイダカラ、雑草がコンタケ延びたよ」

### 連母音の長音変化
下記のように、語音のなかに母音が連続してあらわれる連母音の場合、茨城弁の日常会話では隣接する母音が融合して長音に変化する場合がある。
1. 連母音「アイ」の場合は「エー」になる[11]。
「赤い（アカイ）」の場合は、表向きの物言いでは茨城でも「アカイ」と言うが、日常のくだけた会話になると「アケー」となり、母音「アイ」のところが「エー」に変化する。同様に名詞の「材木（ザイモク）」は「ゼーモク」となり、形容詞の「無い」や打消し助動詞の「〜しない」においても、「ネー」「〜しネー」などとなる。
2. 連母音「アエ」の場合も「エー」になる[11]。
連母音が「アエ」の場合も、上記「アイ」のときと同様に「エー」に変化する。名詞の「蛙（カエル」や動詞の「帰る」は、「ケール」となる。
3. 連母音「アウ」の場合は「アー」になる[11]。
動詞「歌う（ウタウ）」は「ウダー」のように発声される[注釈 4]。同様に「買う（カウ）」は「カー」となるため、日常会話例では「これ買うよ」→「これカーよ」、「あれ買うべよ」→「あれカーべよ」と言ったりする。

### アクセント
どんな単語であれ、同音異義の語を音の高低によって区別して発音する習慣はほとんどなく、いわゆる無アクセントが行われている。この点で西関東方言とは異なり、栃木県の大部分や東北地方の福島県や宮城県などの南奥地方とほぼ同じである。例えば「橋」と「箸」、「雨」と「飴」のような単語は区別することなくすべて平板的に発音され、明瞭にアクセントで区別する標準語とは異なる。ただし、茨城県南東端の神栖市周辺の地域では、東京式アクセントが行われる。イントネーションについては、疑問を表す意味の言葉を会話で話す場合、俗に「茨城の尻上がり」という独特の調子で、やや早口で高く発音しながら言葉を続け、終わりの幾音節で最も高いイントネーションで会話を切るという発音法が行われる。

## 文法
カ変動詞「来る」・サ変動詞「する」の一段変化が進んでいる。「ヨンチッタ」（読んでしまった）のように、「〜チッタ」というの用法も多い。「ブッカス」（ぶっ壊す）のブなどの接頭語の使用も多く、本来は強調の意味で使われるものだが、その意味も失われて日常的に使われるほどである。茨城弁においては敬語の形式は簡略的で、「おあがんなんしょ」（お上がりなさい）、「食べらっしょ」（食べてください）などのように「ナンショ」「ラッショ」などの丁寧語がほとんどである。
茨城弁の中でも際立って耳につく言葉が文末語の「だっぺ」だと言われ、他地方の人から見ればまるでペッ、ペッと唾を吐いているように聞こえるという。

### 代表的文末表現の「べ・っぺ」

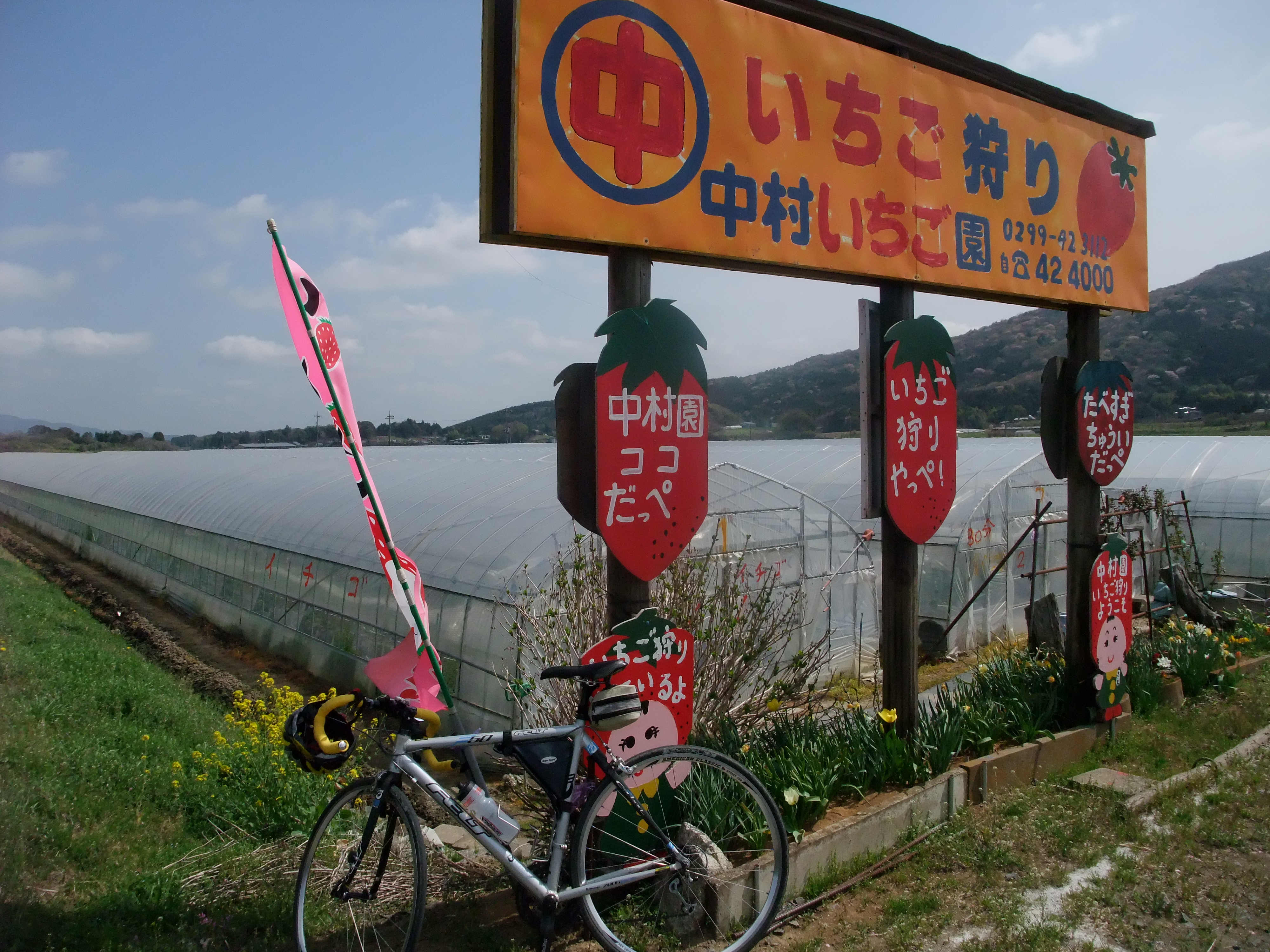
観光農園の看板（石岡市）

「〜だっぺ」に代表されるように、茨城弁の文末で盛んに用いられる「べ・っぺ」は、意志、推量、勧誘をあらわすのに使われる助動詞で、いわゆる「関東べい」が変形したものである。文語の「べし」の名残というのが定説で、これが茨城弁では「べ」「っぺ」の形で主に用いられ、ときには「べー」「っぺー」と長音になる。また、県南・県西地域の一部では「だっぺ」を「だへ」「だっへ」と言うところもある。用法例として、次のような形になる。
- （例1）「どうしてだろう、上手い具合にいかないな」→「なんだッぺ、うまぐいがねーな」
- （例2）「これから水戸に行こうよ」→「今がら水戸さ行ぐべよ」

形容詞につく場合は、「無かっぺ」「うまかっぺ」「暑かっぺ」のように連用形「―かっ」が用いられる。
カ行変格活用の「来る」につく場合は、連用形から「きべー」となるほか、「くべ」という形もある。「くべ」は文語の終止形のクに「べし」がついた名残である。
- （例3）「来るのは来るだろうが」→「クンノワクベケンドモ（キンノワキベケンドモ）」

サ行変格活用の「する」につく場合も、連用形から「しべ」になるほか、文語の終止形が残って「すべ」という。より強い意志表現として、ラ行四段活用や一段活用の動詞につく「ぺ」になる場合は、促音+「ぺ（ペー）」の形になり、連用形から「しっぺ」、終止形から「すっぺ」になる。
- （例4）「紙をハサミで切ろう（切りましょう）」→「紙をハサミで切ッペ（ッペー）」
- （例5）「どうしよう」→「どうスベ」「どうスッペ」
- （例6）「書いただろう（書いたでしょう）」→「書いたベ」「書いたッペ」

### 変格活用動詞
変格活用動詞である、カ行変格活用の「来る」とサ行変格活用の「する」の二つは、いずれもそれぞれの行の上一段活用のように活用される。
「来る」は、キ一段で活用するカ行上一段活用の形になる。ただし、この訛りの傾向には強弱があり、訛りの弱いところでは、未然形のみ「キナイ」でその他の活用形は本来のカ行変格活用が用いられる。訛りの強いところでは、すべて上一段活用になる。
「する」の場合も同様で、未然形からシ一段で活用させてしまい、終止形も「シル」、仮定形は「シレ」の形をとってしまうため、サ行上一段活用になってしまう。
| 活用形の種類 | 例語       | 標準語 | 茨城弁   | 会話例                 | 備考                                 |
| ------------ | ---------- | ------ | -------- | ---------------------- | ------------------------------------ |
| 未然形       | 来ない     | コナイ | キナイ   | あの人はまだキナイ     | 県北の一部ではクネーと言う           |
| 連用形       | 来（ます） | キ     | キ       |                        | 標準語と同じ                         |
| 終止形       | 来る       | クル   | キル     | すぐキルから待ってな   | 弱いところではクルを使う             |
| 連体形       | 来る       | クル   | キル     | 向うからキル人         | 弱いところではクルを使う             |
| 仮定形       | 来れば     | クレバ | キレバ   | 早くキレバいいのに     | 弱いところではクレバを使う           |
| 命令形       | 来い       | コイ   | キロ・コ | こっちさキロ（コー）よ | キロよりもコ・コーを使うところが多い |

### 助詞
茨城方言で使われる助詞の一つに格助詞の「さ」がある。標準語であれば「…へ」または「…に」にあたるところに、茨城弁では「…さ」が使われており、茨城以外にも関東・東北で広くおこなわれている。
- （例1）「水戸へ行ってきた」→「水戸サ行ってきた」

次に、終助詞の「け」には、回想を表す「け」と疑問を表す「け」の2種類がある。忘れていたことを思い出す意味で使われる回想の「け」は、文語の「けり」の名残とされ、格助詞との見方もされている。タと置き換えて使われもするが、タよりもタッケとなることが多い。疑問の「け」は、標準語の文末で使われる「か」も茨城では使われるが、これと同じ用法で「け」も使われており、カもケも疑問の意味では同じだが、ニュアンス的にケのほうが丁寧で親密感があり、穏やかな問いかけになる。必ず文末にくるので、タッケを除いてケよりも言葉が濁ってゲと発音されることのほうが多い。
- （例2）「そうだ、あのときは雨が降っていたなぁ」→「んだ、あんとき雨降ってッケな」「そうだ、あんときは雨降ってタッケな」
- （例3）「それは本当なのか？」→「それは本当なのケ？」「それは本当なのゲ？」
- （例4）「そうなのかい」→「そッケ」「そうゲ」

また、格助詞については、茨城弁の会話の中では一般に省略されて使われることの方が多い。
- （例5）「雨が降っている」→「雨降ってる」
- （例6）「水を飲む」→「水飲む」

### 敬語
茨城方言では、一般に敬語の用法が少なく、特に第三者に対しての用法が非常に少ない。本来の助動詞「れる」「られる」を使うことは極めてまれで、「せられる」「させられる」はほとんど使われない。例えば、標準語では「先生が来られる」というべきところを、当然のように「先生が来る」で済ませてしまう。一方で、動詞より転訛した「なさる」「になる」「くださる」の類は茨城弁でも使われているが、第三者に対する依頼や命令形での用法が多く、対話では更に訛って盛んに用いらいれている。
- （例1）「お待ちください」→「待ってくんろ」「待ってくんちょ」
- （例2）「お泊りください（ませ）」→「泊まりな」「お泊んなんしょ」
- （例3）「お上がりください（ませ）」→「上がらっしょ」「上がらっせ」
- （例4）「見てください（ませ）」→「見な」「見なっせ」「見らっしょ」
- （例5）「歩きなさい（ませ）」→「歩かっせ」

### その他の活用形と品詞
茨城の文法は基本的に標準語と同じである。しかし、茨城には現代標準語と異なる助詞や助動詞があり、これらは主に古語や近世語に由来するものが多く、それらが現代標準語の言い方と共存して使われるのも茨城方言の特長とも言える。自発形はやや特殊で、「行く」の自発形の「いけられた」は、「いつのまにか行けてしまった」というニュアンスを含む。これは栃木でも同じである。
- 未然形（～ない。～（しよ）う。）：ラ行五段活用動詞の「遣る」は、「やんない・やんね・やんねー」のように撥音化する。撥音化するのは東京方言でも同じだが、「やんね」のように単音化するのが茨城方言として特徴的である。また、茨城では「遣ろう」とは言わず「遣っぺ」と言うため、四段活用となる。
- 連用形（～ます。～て。）：活用形は標準語と同じ。
- 終止形：活用形は標準語と同じ。
- 連体形（～とき）：ラ行五段活用の動詞では、乗るは「のっとぎ」、有るは「あっとぎ」、蹴るは「けっとぎ」、上一段活用の場合は「強いる」以外は、「着る」は「きっとぎ」、「煮る」は「にっとぎ」、「見る」は「みっとぎ」、「居る」は「いっとぎ」等、促音化する。
- 仮定形（～ば）：基本的に標準語と同じ。一方、茨城では命令形の活用形と同じ表現をすることがある。主に終止形が「る」で終わる動詞で使われ、「居れば」は「いろば」、「混ぜれば」は「まぜろば」、「出せれば」を「だせろば」などと言う。断定の助動詞「だ」の仮定形「なら」は、茨城弁では「だら」も使う。例えば「書くなら」は「かぐんだら」、「お前なら良い。」は「おめだらいー」と言う。
- 命令形（～ろ。～よ。）：ラ行五段活用動詞の命令形に一律化しようとしたのか、「止めろ」を「やめれ」などと言うことがある。
- 自発・可能・受身・尊敬：受身・可能の否定形を「やらいね・やらんねー、よめらいね・よめらんねー、かがらんねー」（遣れない、読めない、書けない）、「開かない」を「あがんない」、疑問形を「よめらいっか・よめらっか、かがっか」（読めるか、書けるか）などと言う。
- 使役：標準語では五段動詞の未然形に「せる」、一段動詞の未然形に「させる」をつける。茨城方言では、一段動詞に「らせる」形をとることが良くある。「来させる」を「きらせる」、「起きさせる」を「おぎらせる」などと言う。
- 完了：完了形は「ちゃー、しゃー」が使われ活用は独特に変化する。サ行音で終わる動詞に限って「しゃー」が使われる。「見せてしまった」は、「みしちゃった・みせちった」、「死んじゃった」は「しんちゃった・しんちった」、「終わらせてしまえ」は、「おわっしぇー」と言う。
- 依頼：「～らっせ」「～さっせ」「～（して）くろ・～（して）くれろ」がある。「らっせ」は、助動詞「られる」に、「しゃる」の命令形が変化した「せい」の短縮形がついたもの。[要出典]「さっせ」は本来「さっしゃい」。「くろ」以外は、昭和30年代頃まで残っていたが、今では高齢者しか使わない。
- 指示代名詞を含んだ連体語の特徴：あんな・こんな・そんな・どんな：あーた・こーた・そーた・どーた：濁音化して「あんな」を「あーだ」、促音化して「あった」と言う。

## 東北方言との関係
東北方言と茨城弁では、同じ言葉や類似語が数多く存在する。ただし、以下の東北方言との相違がある。
- 短音化：短音化の傾向は茨城にもあるが、東北では著しい。
- サ行音がハ行音に変化する：サ行音がハ行音に変化する。特に「せ」は「へ」に変化する。これも上方方言に近い。
- イ段音・ウ段音の中舌化：イ段音・ウ段音が中舌化する傾向がある。茨城でもその傾向があるが、特に東北方言の大部分では「し」と「す」、「じ」と「ず」、「ち」と「つ」の区別がなくなる。東北地方の主として北部や日本海側では母音が[ï]（イの中舌母音）に統合されるため、音韻論では/si/、/zi/、/ci/と解釈される。東北地方の主として太平洋側では母音が[ɯ̈]（ウの中舌母音）であり/su/、/zu/、/cu/に統合していると解釈される[22]。
- 「き」が「ち」に変化するのは東北方言と琉球方言にも見られ、茨城の一部の方言にもみられる現象である。ちなみに茨城のタクシー運転手の「六十キロ」は東京方言及び共通語話者には「ろぐじっちろ」に聞こえると言われる。
- ラ行音を嫌う：動詞の活用部のラ行音は、茨城でも嫌われ、東北でもその傾向があり、特に青森では著しい。
- 「～めかす、～めく・～める」：動詞表現のうち「～めかす、～めく・～める」の表現が著しい。また、「～ふ・～う」が「～る」となることが多い。これは、現代の標準語が形成される過程を残しているとも言えよう。

## 関東方言との関係
茨城弁はいわゆる江戸の下町言葉である「べらんめえ言葉」をよく残している。関東圏の方言は概ねその影響を受けているが、茨城では著しい傾向がある。
古くから特別視されてきた八丈方言に関して橘正一は『方言学概論』の巻末で、特定の方言書に記載された八丈方言と他の方言との共通語の数を地域別にまとめた報告がある。これにより、八丈方言は、岩手を中心とした東北各県との関係が最も深く、次いで静岡、関東では唯一茨城との関係が最も深いことが解かった。茨城は県別で全国4位であった。また八丈方言と関東の海岸部との共通性は多いのだが他の都県との関係は薄いことも解かった。八丈方言は東北方言に最も近い一方で、東北の南端の宮城・福島より茨城の方が近いと言うことになる。橘正一は、この理由として古語が残っているか否かによると推論している。言い換えれば茨城には統計的に古語が良く残っていることが証明されたことになる。
一方、各地の方言のうち、動植物や生活文化・風習に関る語彙は種々雑多で使用範囲が限られる。さらに関東以外の周辺域の影響を受けた言葉がある。それらを除いた各地の古い方言は、実は関東圏にほとんど共通に見られるものである。実際に東京西部の青梅市・多摩地域などの方言や神奈川西部の方言は茨城弁に驚くほど良く似ている。方言の比較は時間軸が作用して今ではなかなか難しく、現代ではことさらに茨城弁が特別に扱われている傾向があるが、茨城方言は関東では決して特別な方言ではないことが解かる。一方、動植物方言の中に意外な共有性があることもある。
現代の標準語は過去の長い歴史を経つつ今も変化を続けており、不思議と思える若者言葉のうちの僅かなものは、いずれ将来の標準語となる可能性を持っている。例えば「違う」とは動詞であるが、現代日本語にはこれに当てられるべき形容詞形が無い。そのため、茨城では古くから使っていた「ちがくなる」という方言は、現代語の欠陥を補う言葉と言っても良く、今では都心の若者達が使うようになっている。

## 標準語との関係
標準語は明治維新以降、国策として当時の山手言葉を基に作られたもので、特にラジオ・テレビの普及に伴い、現在の茨城弁に強い影響を与えている。

## 語彙
ここに紹介するのは大量にある茨城弁で使われる語の一部で、これらの言葉のなかには茨城特有の方言があるが、「おちる（おじる）」（降りる、下車するの意）、「こわい」（身体が疲労した状態を表す語）など、東北方言、特に南奥羽方言と共通する語もみられ、関東方言と東北方言の接触地帯としての茨城方言の性格が表れている。また俗語の存在も無視できない。実際、今では使われない言葉の中に、明治期の関東各県の方言書に残された言葉の多くが、今も東北圏内で使われているものがある。各地の方言語彙の中に古語が残存していることは茨城弁も同様で、醜（シコ）の名残とみられる「いしこい（いしけー）」（粗末・粗悪なことを表す形容詞）など古語に由来するものや近世語も数多くみられる。
以下、現代標準語に対して茨城県内で使われる代表語を列挙する。語源が判明または推定されるものについては、合わせて解説する（太字は代表語）。

### 名詞（複合語を含む）
- あおなじみ[2]：青あざ。主に土浦以東の地域で使われる[24]。
- あんてら : あの人たち。あいつら。やつら。
- いっちぐたっちぐ、いっちくだっちく等：(1) 服のボタンを掛け違えた状態。(2) ちぐはぐ。(3) 互い違いちぐはぐ。
- おれげー：俺の家。
- がさやぶ：藪。
- ごじゃっぺ[2]・ごじゃらっぺ：(1)でたらめ、いい加減（な人、な事）。(2)馬鹿、ばかたれ。「あいつはゴジャッペで信用でぎね」→（あの人はデタラメ（な人）だから信用出来ない）
- さがんぼ：(1) つらら[25]。(2) アブラツノザメ[25]。
- しが：(1) つらら。(2) 薄氷。(2) は特に川を流れる薄氷を言い県北の方言。
- しゃでー[2]：弟。舎弟。「シャデーのほうは、今何やってんの？」→（弟さんは、今何をやっているの？）
- じゃんぼ[2]・じゃぼ：葬式。県西地域では「じゃんぼ」が多い[2]。
- ちぐ・ちぐ（鼻濁音）・ちく[26]・ちぐらぐ・ちくらぐ・ちくらく[26]・ちぐらっぺ・ちくらっぺ[26]・ちぐらっぽ・ちくらっぽ[26]：嘘。「ちぐ・ちく」は茨城・栃木を中心に広域で使われる。
- ちぐたぐ：(1) ちぐはぐ。(2) 互い違い。「ぐ」は鼻濁音。
- どどめいろ：濃い紫色。プールに入った後の唇などの色を言う。全域ではない。
- とーみぎ[26]・とーむぎ[24]：トウモロコシ。
- にんこ：おにぎり。「おにんこ」とも言う。全域ではない。
- へだかす・へだっかす：下手なこと。下手な人。
- まっつら：稲を束ねる藁。「まるきつる」（束ねる紐）の意味。全域ではない。
- やげっぱだ・やげっぺだ・やげっぽだ・やげばだ・やげぱだ・やげぽた：火傷。全域ではない。
- やせころげ・やせっころげ・やせっぴ：痩せっぽち。
- やっちゃごっちゃ：でたらめの状態。めちゃくちゃ。
- やま：林、森、山の三つにあたる。茨城弁では、「ハヤシ」「モリ」といった単語は無い[27]。
- ゆーべかた・ゆんべかた・ゆんべ：昨夜。
- よひて・よひてー・よぴて・よぴてー：よっぴて。一晩中。
- よわっかし・よわっかす・よわっぴ：弱虫。
- らいさま[26]・らいさん：雷。雷様。

### 動詞（複合語を含む）
- あぎれる[27]：飽きる。「飽きっぽい」の意味の形容詞は「アギレッペ」。
- あるってく：歩いて行く。「行く」→「行って」の促音便変化と同じように「歩く」→「歩って」となる。
- いじやげる・いじゃげる：(1) いらいらする、じれったい、もどかしい。(2) 腹が立つ。
- いしゃる：退く。
- いっける[26]：載せる。
- おじる：降りる。主に県北地域に多い[2]。
- おっかく・おっかぐ・おっちょる：折る。
- おっちぬ：死ぬ。強意の接頭語がついたもの。
- おっぴしゃぐ・おっぺす：(1) へこます。(2) 押しつぶす。全域ではない。
- おんのまる：（ぬかるみなどに）埋まる。はまる。のめり込む。全域ではない。
- かせる：食べさせる。全域ではない。
- かっこぽす：こぼす。強意の接頭語がついたもの。
- かっぱぐ：剥ぐ、掻き回す、寄せ集める、削ぐ。強意の接頭語がついたもの。
- かっぽる[2]：捨てるの意。「放る」に強意の接頭語「かっ」が付いたもの。「そんないしけーの、カッポッちめー」→（そんなボロい物、捨ててしまえ）
- かんまーす[2]・かんまわす：掻き回す。
- きる：来る。カ行上一段活用。
- くんのむ：飲み込む。
- しぐ[26]：死ぬ。
- しる：する、為る。
- せーる：仲間に入れる。
- そべる・そべーる：甘える。じゃれる。「戯える（そばえる）」。
- だす：遣る。県西地域を除く[24]。
- ちゃぶす：潰す。千葉県と共通。ひっちゃぶす。自動詞はちゃぶれる。
- つこでる・つっこでる：落ちる。「突き落ちる」意味。他動詞は、つこどす・つっこどす。
- つっぺーる[2]・つっぺる：水溜まりにはまる。たんぼや川などにはまる。
- でっこじゃす・でっこじゃれる：間違って作る。出来そこないをつくる。
- とっぱずす：取り外す。失敗する。
- のざぐ[2]：喉に食べ物がつかえる。喉につかえてむせる。「エそいで食べでノザグな」→（急いで食べて喉につかえてむせかえるな）
- はぎる[2]：（毛先や枝先などを）切ること。「アダマ短くハギッテこー」→（髪の毛を短く刈って来い）
- びだける・びだげる：甘える。
- びだばる・びだまる：(1) 動けなくなる。病気等で伏せてしまうこと。(2) 死ぬ。(3) 挫折する。(4) 損をする。(5) 疲れる
- ひやす：（水に）ひたす。
- ぶっかす[2]：壊す。「ぶ」は強意の接頭語であるが、本来の意味は薄れている[2]。
- ぶっくらす・ぷっくらす・ぶっくらせる・ぶっくらーせる・ぷっくらせる：殴る。ぶん殴る。
- ぷっころす：ぶっ殺す。他と広く共通。
- ぶっつぁぐ・ぷっつぁぐ：裂く。破く。
- ぶっちめる[2]：指を挟まれる。
- ぶどげる・ぶどける・ぶとける：ふやける
- ふんぐらげーす・ふんぐらけーす・ふんぐりげーす・ふんぐるげーす・ふんげりげーす・ふんぐりげーる・ふんげるげーす：(1) 踏み違える。(2) 足を捻る。
- ふんぢゃす・ふんぢゃぶす・ふんじゃぶる：踏み潰す
- ぶんぬぐ・ぶんぬく：(1) 抜く。(2) 穴を開ける。(3) 底蓋を開けて流す。(4) 追い抜く。(5) 除名する。
- ぽぎだす・ぽきだす：吐き出す。死語となった「ほきだす」が訛ったもの。
- ほぎる・ほきる：(1) 植物などが育つ。繁茂する。(2) 植物が芽を吹く。生える。萌える。(3) （火が）起きる。燃える。
- ぽげる：(1) 風化する。(2) 湿気で木材が腐る。
- ぼでる・ぼてる：餅などがふやけでどろどろになる。
- ぼなる：(1) うなる。(2) 声を立てて泣く。
- ほーろぐ[2]：払い落す。「外でほごりホーロイでがら中さ入れ」→（外で埃を払い落してから家の中に入りなさい）
- まるぐ・まるく・まーるぐ：束ねる。
- まちる：混じる。清音化。
- まびらかす・まぶらがす・まぶらせる：見せびらかす。
- むすぐる：くすぐる。
- むっくりげーす・むっくるけーす：繰り返す。
- めっかさる：見つかる。見つけられる。
- めっける：見つける。
- やずす：略す。「約す」が訛ったもの。
- やっちめる：やっつける。こらしめる。とっちめる。
- やーぶ：歩く。
- やれる・やーれる：(1) 言われる。(2) やられる。(3) 叱られる。(4) できる。
- ゆごぐ：動く。
- よろばる・よろぼる：よろける。
- わっかく・わっかぐ・わっつぁぐ：割る。
- わっかげる・わっつぁげる：割れる。

### 形容詞（複合語を含む）
茨城には形容詞のカリ活用が今でも日常語に残っている。
- あぎれっぺ[27]：飽きっぽい。「飽きる」の意味の動詞は「アギレル」。
- あつこい：厚みがある。
- いしこい[2]・いしけー：(1) 醜い。見た目が悪い。(2) 粗末な様。(3) 出来が悪い。(4) 良くない。
- うっとせー・うっとおし[27]：(1) うるさい。(2) 鬱陶しい。主に天気についてのあいさつに使うことば[27]。
- えがい：大きいの意。「イカイ」とも[24]。茨城弁では標準語の「大きい」と「でかい」の両方に対応し、ニュアンス使い分けは行われない[27]。たまに「デガエ」が使われる[27]。
- おがし：
(1) おかしい[27]。「あの漫画、オガシかったど」→（あの漫画、おかしかったよ）
(2) 恥ずかしい[27]。「ハツカシイ」より普通に使われる。「シトのメエで喋んのオガシくてやだオラ」→（人の前で喋るのが恥ずかしくて嫌だ俺）
- おもしー：面白い。
- きかね[27]：乱暴な性格の人のこと。荒々しい性格の人を指す。「あのガキメは、キカネな」→（あの子供は、乱暴な性格だな）
- こきたね[27]：小汚い。
- こっぺくせー：でしゃばりな様。小生意気な様。
- こわい[26]：疲れた・くたびれたの意。「疲れる」は「コワグ ナル」[27]。「あー、コワイコワイ」→（あー、疲れた疲れた）。
- しょっぺ：塩辛いの意。茨城弁では標準語の「塩辛い」と「しょっぱい」の両方に対応する[27]。「味噌汁がショッペ」など。
- すっかい[24]・すっけ[27]：酸っぱい。「スッカイ」は県西の一部地域を除く[24]。
- すっこい：ずるい。こすい。
- せずね[27]・せづない[2]：
  - (1)「貧しい・貧乏な」の同意語だが茨城弁では日常語的に扱われる。形態的には標準語の「せつない」にあたる[27]。
  - (2) 悲しい[2]。
- せまこい・せまっこい：狭い。
- ちっちぇ・ちんこい・ちんちゃい：小さいの意。茨城弁では標準語の「小さい」と「ちっちゃい」の両方に対応し、ニュアンスの使い分けは行われない[27]。
- つらっぱじねー：厚かましい。恥知らずの様。
- とほーずもねー:途方も無い.
- なめこい・なめっこい・なめっけ[27]：滑らかな。
- なんちゃない・なんちゃねー：何と言うことは無い。
- ぬるっこい：温い。
- ひらべって[27]・びたっこい：平べったい。
- ぶでない・ぶでねー・ぶてーねー・ぶてねー：(1) 気が利かない。(2) 役に立たない。
- へづまんねー：つまらない。
- まじっぺ[27]・まじっぽい・まじぽい・まじらっぽい・まずらっぽい・まちぽい：眩しい。
- まぶたい・まぶったい：眩しい。
- みぐさい・みぐせー：見苦しい。醜い。
- むじゃっぺねー：物を粗末にすること。
- むすい・むせー・むそい：長持ちする。食べ物の減り方が遅いこと。くちがむすい・くちがむそい：余計なことを言う。減らず口をたたく。
- むすぐったい：くすぐったい。
- めごい・めんごい[26]：可愛い。めんこい。
- めじらっぽい：眩しい。
- もそい：長持ちする。食べ物の減り方が遅いこと。
- やーこい・やーっこい・やっこい・やっけ[27]：柔らかい。柔らかな。
- やすぽい：安っぽい。「易い」意味でも使われることがある。
- よおな〜[27]：必要な〜。いり用な〜の意。「ヨオナ物」→（必要な物）
- わぎゃね[27]：（楽だから）訳はない。なんてことない。

### 形容動詞
- あっぱとっぱ[2]：あためふためく様。「アッパトッパしちゃったよ」→（慌ててしまったよ）
- ちょーろぐ[2]：まともであること。まっとうなこと。「年で新聞もチョーログに読めねーよ」→（年だから新聞もまともに読めないよ）

### 副詞
茨城方言には、副詞方言がなぜか少ない。
- しみじみ[2]：しっかり。きちんと。しゃきっと。ちゃんと。「シミジミする」→（しゃきっとする）
- なじ・なじー・なじゃ：なぜ。
- なじょ・なじょー：なんとして。どうして。（死語となった古い言葉。）
- はー[2]：
  - (1) もう。「はー終わったのけ」→（もう終わったのかい）
  - (2) 関心や驚きの声。感嘆詞。「はー、大したもんだ」→（まぁ、立派なことだ）
- ほどんと：ほとんど。
- まーちんと：もうちょっと。
- まっと：もっと。
- よっぱら[26]：さんざん。十分。よほど。

### 助動詞（複合語を含む）
茨城方言の助動詞は、主に近世語に由来すると考えられる。
- け・けー・げ・げー：～かい。話の相づちで、「そうなの」の意で「そっけ」の使用頻度が高い。他県民にはそっけなく感じるが、まったく悪意は無い。
- さる：～される。主に自発・可能・受身の助動詞。「れる」とほぼ同じ。やらさる：遣らされる。かがさる：書ける。めっかさる：見つかる。現代標準語に至る過程の言葉が残っていると考えられる。
- しけ・すけ：～（だ）そうだ。「ちけ」とも言う。
- だっぺ：～だろう。茨城方言の代表的な言い回し。古い関東方言の「だべい・だべえ」に当たる。「だっへ」と言う地域がある。
- ちけ：～（だ）そうだ。「しけ」とも言う。
- なんしょ・なんしょー：～なさい。主に女言葉。
- らさる：自発・可能・受身の助動詞。
- らる：自発・尊敬・可能・受身の古い助動詞「らる」そのもの。茨城では終止形を使うことは少なく、促音便を伴うことが多い。やらっか：出来るかい。
- れる：自発・可能・尊敬・受身の助動詞。このうち可能形については、標準語は可能動詞を使うことが大半だが、茨城では古い言い方が残っている。書ける：かがれる。行ける：いがれる。喋れない：しゃべらんねー。

### 助詞（複合語を含む）
茨城方言の助詞は、主に近世語に由来すると考えられる。
- が・がー：詠嘆・疑問・問い・反語・同意等の意味の「か」に相当。
- が：格助詞。(1) ～の。(2) 体言の省略形。～の（～）。～のもの。(3) 体言の省略形。～分。現代口語では死語となった言葉。茨城では受け継がれている。鼻濁音。
- がい：～に。「がへ」がさらに訛ったもの。
- がへ：～に。格助詞「が」に「へ」がついたもの。
- け・けー・げ・げー：～かい。「が・がー」より丁寧な言い回しに当たる。多く目上の人に使う。詠嘆を示す終助詞「か」に近世多く遊女・町娘などが用い、親しみの意を表す終助詞「え」がついた「かえ」が転じた可能性が高い。江戸でも「～けい」が使われた。
- げ・げー：～に。下の体言が省かれた格助詞「が」に所・方角を指定する格助詞「に」または「へ」がついた「がに・がへ」の逆行同化したもの。「がに・がへ」は国語辞書には無い。長塚節の小説「土」に頻繁に出て来る。鼻濁音。
- げ：～の家。主格を示す格助詞「が」に「家」のついた「～が家」の逆行同化。
- けっと：【助・接】～（だ）けれど。
- けんと：【助・接】けれど。
- さ[26]：方向を表す古語の「様」が転じたもので室町時代の言葉。格助詞。～へ。～に。まれに、目的を示す格助詞（～を）として使うこともある。栃木・千葉の一部でも使われる。
- だら：(1) ～な。～なら。(2) ～とやら。～だとか。～とかいうことだ。(3)（体言について）～なら。(4) ～だと（すると）。～（する）のなら。
- だり：～だの。物事列挙する時の言葉。標準語では、撥音化した動詞について並立を示すが、名詞の列挙には使われない。「～なり」。
- ち・ちぇ：～て。
- ちゃ：過去や完了を表す終助詞「～た」に相当。やっちゃがー：遣ったかい。
- ど・どー：(1) ～ぞ。(2) ～と。～そうだ。
- なや：(1) ～な。(2) ～なあ。(1) 禁止の終助詞「な」に感動詠嘆・反語の終助詞「や」がついたもの。はーやんなや：もう遣るなよ。(2) 感嘆の終助詞「なあ」に感動詠嘆・反語の終助詞「や」がついたもの。いがいなや：大きいね。
- なんちゃ・なんちゃー：～など。～なんて。「～なぞは」が訛ったもの。
- に・にー・にぇ・にぇー：否定の終助詞「ない」にあたるもの。しんにぇ：知らない。
- べ・べー：(1) ～だろう（推量）。(2) ～しよう（確実な推量）。(3) ～しよう（意思・勧誘）。
- ぺ・ぺー：同上。茨城方言の代表語。足音便を伴う動詞と組み合わされる。
- へ・へー：同上。茨城でもまだ使用地域は狭く、霞ヶ浦周辺地域で使われる。
- め・めー：～まい。否定の推量の助詞。
- や・やー：(1) 命令・勧誘・希望表現。(2) 感動詠嘆をしめす。(3) 反語・反問。(4) 反語。単音形は方言ではないが、現代口語では死語。茨城では今でも使われる。

### 指示代名詞
指示代名詞の語幹「そ」が、「ほ」になるのは西国方言でもある。これは、「それは」が訛った感嘆詞「そら」を「ほら」と言うのは標準語にもあるが、なぜかそれ以外は使われない。
数ある指示代名詞の中で、「そ」「ほ」はどうやら感嘆詞に近いようで、類似の表現は世界中にある。
- したっけ：そうしたら。
- ほご：そこ。
- ほしたら：そうしたら。
- ほれ：それ。
- ほった：そんな。
- ほんで：それで。

### 接尾語
- か・かー・が・がー：側（がわ・かわ）。多く促音化した言葉に付く。そっちっかー：そっち側。
- かい・けー・こい：促音化した名詞・形容詞に付き状態を表す体言を作る。「けー」は「かい」の逆行同化形。いずれも標準語にある表現だが、茨城では使用範囲が広く独特の言葉を形成する。
- がし・かし：端。側。あっちがし：向こうの端・向こう側。「～が尻」の意味の可能性もある。
- かだ・けだ：方。～の方。ひがしっかだ：東の方。
- くさい・くせー：状態を示す接尾語で、「怪しい」「...らしい」の意[27]。「にクサイ・にクセー」→（似ているっぽいらしい）、「ちっぽクサイ・ちっぽクセー」→（小さいっぽいらしい）
- ぐし[2]：～ごと。～を含めて全部。上代上方語の「共（ぐち）」にあたる。グは鼻濁音。「この魚、骨グシ食えっと」→（この魚は骨ごと食べられるよ）
- こ：標準語にもわずかにある接尾語。東北方言に特に顕著な接尾語。(1) 小さなものや子供を示す。あまっこ・おんなこ・おんなっこ・むすめっこ：女の子。(2) 愛称。よめっこ：嫁。(3) 場所を表す。すまっこ：隅。(4) 体言等が約されているもの。ひざっこ：膝っ小僧。(5) 意味を持たない接尾語。きれっこ：布切れ。ぜにっこ：銭。あなこ・あなっこ：穴。
- だ・た：指示の連体詞の語尾の「な」に当たるが国語辞書には単独での定義は無い。助動詞の「だ」の連体形は「な」だが、標準語には「それだのに」のような変則的な言葉も残る。一方文語形容動詞にはカリ・タリ・ナリ活用があるように、標準語の「な」と「た」はかつて二手に分かれていたが、その後「な」に移行し、茨城では「た」に移行したと考えられる。いずれも連体形の「なる」「たる」の変化したものと考えられるが、「な」と「た」の大系的な関係は一般の国語辞書からは読み取れない。こーた：こんな。あーた：あんな。どーた：どんな。
- てーら[2]：～の人たち。「てーら」は、「て」の複数形。「あそこのテ」（あそこの人）、「若けぇーテーラ」→（若い衆）。
- ぱだ・ぱた・ぺだ・ぺた：～端。～の表面。「べた・ぺた」は標準語で「尻臀」があるが、茨城では多用する。
- ぱな：～端（はな）。
- め[26]：動物や昆虫、子供の俗称としてつける接尾語。イヌメ（犬）、ネゴメ（猫）、ウシメ（牛）、ハチメ（蜂）、カンメ（蚊）、ガギメ（子供）など。県西の一部地域を除くが、栃木でも使われる[24]。
- ぼ・ぼー・ぽ・ぽー：人の性（さが）を示す接尾語。「坊・法師」。
- ぽい：体言・動詞の連用形に付いて形容詞を作る。茨城では標準語に比べ使用範囲が遥かに広い。まるっぽい：丸い。ふとっぽい：太い。かぐっぽい・かくっぽい：四角っぽい。

### 接続詞
- そんだがら：だから。
- そんだけんと：そうだけれど。
- そんで：それで。
- ほんだがら：だから。そうだから。
- ほんで：それで。
- んだが：だが。
- んだがら：だから。そうだから。
- んだけんと：だけれど。

### 代表的成句及び語法表現
- あっと・あっど：有るぞ。
- いかくなる[28]：大きくなるの他、成長するの意味で使われる[28]。大きいの意「イカイ」の連体形+動詞「〜になる」。「○○ちゃん、イカクナッタなー」など。
- いぐべ・いんべ：行こう（「行くベ」）。茨城弁の独特な言い回しだが、出先から帰る際にも使用する。んじゃぁ、いってみっから：それじゃ、帰りますので。
- いやっ、どーも：驚き・感嘆を表す。（１）御礼を言う場面で使う。標準語の「ありがとうございます」に似ている。（2）「参ったな。」「なんてこった。」のような困った場面で使う。英語の「オーマイゴット！」に近い。（3）世間話で使う。「そうなの？」「え？」みたいな反応をする時に使う。
- うーでもつーでもねー[2]：返事や音沙汰がない。「なんぼ言っても、ウーデモツーデモネー」→（いくら言っても返事が無い）
- きーだ[2]：困ること。「いや、キーダなー」→（いやぁ、困ったなぁ）
- こでらんね・こでらんねー：（嬉しくて）こたえられない、たまらない。
- ～ごど・～こと：～の事を。おら、おめごどきれーだ：俺はお前の事が嫌いだ。
- ～しないちった・～しないちゃった・～しねーちった・～しねーちゃった：しないでしまった。
- しもげる[2]：寒さで（野菜などが）傷むこと。しもやけになってしまうこと。ゲは鼻濁音。
- しゃーんめ・しゃーんめー：しょうがないだろう。
- しんちった：死んでしまった。「死んじゃった」。
- しんちまう・しんちまー：死んでしまう。「死んじゃう」。
- しんちゃった：死んでしまった。「死んじゃった」。
- そーたの：そんなもの。そんなの。
- だっくれ・たっくれ：～（し）たなら。～（し）たらば。二つのルーツが考えられる方言。古語に由来する「～したりければ」、「～した位」の意味。
- だんだ：誰だ。「だんじゃ」とも言う地域がある。
- だんに：誰に。
- ち・ちー：～という。
- ちー・～ちぇ・～ちぇー：～（し）てしまえ。～（し）ちゃえ。
- 〜ちった[2]：～（して）しまった。～ちゃった。「ヨンチッタ」→（読んでしまった）
- ちのに・ちーのに：～というのに。やだっちのに：嫌だと言うのに。
- ちば：～というのに。～てば。
- ちゃ・ちゃー：～とは。あしたいぐっちゃなんでだ：明日行くとは、どうしてだい。「ちゃあ」。
- ちゃった：～（し）ちゃった。標準口語では、撥音便を伴う場合は「～じゃった」となるが、茨城弁では全て「ちゃった」となる。「しんちゃった」などと言う。
- ちゅよ・ちゅーよ・ちよ・ちーよ：～（だって）よ。～（だ）そうだよ。
- ちめ・ちめー：～（し）てしまえ。～ちまえ。しんちめ：死んでしまえ。
- ちる・ちぇる：～（し）ている。「～てる」。
- ちろ・ちぇろ：～（し）ていろ。「～てろ」。
- ちんだ：～と言うのだ。「～てんだ」。
- ちんで：～と言うので。「～てんで」。
- っちゃった：～（して）しまった。～ちゃった。「たべっちゃった」などと言う。
- ていめ・ていめー・てめ・てめー：～（し）ていないだろう。「～（し）ていまい」。
- なじして・なして・なじょして・なちて：どうして。
- なしたー・なじったー・なじょったー・なちたー。どうした。
- なじに・なじょに・なじょーに：どのように。
- なじにも・なじょにも・なじょーにも：どうにも。
- なんちけ：何だって。何て言っていた。なんちけあれ：何と言うんだっけ、あれは。なんちけやざ：何て言っていた。あいつは。
- はぐる・はごる：～（し）損なう。「逸る」は死語に近い標準語。
- みたぐ・みたく：～みたいに。清音形は、近年都心の若人が使うようになってきている。「みたい」を形容詞として扱って、その連用形として使っていると考えられる。類似の語法に動詞の「違う」を形容詞として扱い、その連用形としての「ちがくなる」（間違える）がある。
- やらっしょ・やらっしょー・やらっせ：おやりなさい。
- やんだねーど：遣るんじゃないぞ。
- 〜らっしょ・らっせ[2]：敬語の「～なさい」の意。「食べラッショ」→（食べてください）
- んだ：そうだ。
- んだしけ・んだすけ・んだちけ：そうだって。だそうだ。
- んだぺちか：そうだろうか。古語の「べし」には確実な推量を示す語法が有る。「べし」の反語。茨城方言の著名書には無く、かなり古い表現と思われる。

## 茨城弁を使う著名人
- 赤プル
- 磯山さやか
- 梶山静六
- カミナリ
- 木内幸男
- マギー司郎
- 松井直美